# IC 1835/1
IC 1835/1 је спирална галаксија у сазвијежђу Ован која се налази на листи објеката дубоког неба у Индекс каталогу.
Деклинација објекта је + 14° 53' 22" а ректасцензија 2h 43m 49,0s. Привидна величина (магнитуда) објекта IC 1835 износи 14,6 а фотографска магнитуда 15,4. IC 18351 је још познат и под ознакама CGCG 439-27, CGCG 440-1, Z 0241.1+1441, PGC 10342.